# Црква Светог Вазнесења Господњег у Караднику
Црква Светог Вазнесења Господњег у Караднику, насељеном месту на територији Општине Бујановац, православни је храм који припада Епархији врањској Српске православне цркве.
Црква посвећена Светом Вазнесењу Господњем изграђена је 2019. године. Градња је започета 2014. године, трудом и залагањем Црквеног одбора и мештана села, а благословом Епископа врањског Пахомија.
Освећење овог храма извршио је епископ врањски Пахомије 9. јуна 2019. године, у присуству великог броја верника из Карадника, околних села, Бујановца и Врања.